# كوككونيون (كورينثيا)
كوكوني (Κοκκώνι) هي بلدة ساحلية تابع لبلدية فيلوس - فوخا، بنيت على شواطئ خليج كورينث في وسط سهل فوخا، في اليونان، بلغ عدد سكانها 1,056 نسمة في تعداد 2011. المهن الرئيسية لسكانها هي الزراعة والسياحة، بينما يوجد في المنطقة العديد من بيوت العطلات. 

## الاسم
وفقًا للحكاية، فقد أتى اسم المنطقة من اسم كوكونيس، وهو اسم عائلة السيد الإقطاعي على المنطقة خلال الفترة البيزنطية. وفقًا لحكاية أخرى، أتى الاسم من كلمة كوكونا، وهو اسم ابنة حاكم تركي يدعى إبراهيم بيه، الذي جاء منه اسم البدة المجاورة إبراهيم (كرينيس الحديثة). 

## التاريخ
أصبحت كوكوني جزءًا من بلدية أبيا بعد تأسيس الدولة اليونانية. تم دمج البلديات بقرار ملكي في عام 1840، وأصبحت كوكوني جزءًا من بلدية كورنثوس.  تم ذكر كوكوني من قبل الرحالة الألماني لودفيغ سالفاتور الذي وصفها عام 1876 بأنها قرية على البحر بها 80 منزلاً وكنيستين مكرستان للقديس باسيل والقديس نيكولاس.  في عام 1886 سكن البلدة 224 نسمة. 
مع التقسيم الإداري لعام 1912 ، أصبحت كوكوني مستوطنة مستقلة تضم بوليتسا و هاتزيموستافا (إيفانجيليستريا اليوم). من عام 1927 أصبحت بلدة منفصلة إداريًا، حتى عام 1997 عندما تم توحيدها في بلدية فيلوس.